# Linija
Linija (ukr. Лінія; hist. Henrykówka) – wieś na Ukrainie w rejonie lwowskim (do 2020 roku w rejonie żydaczowskim) obwodu lwowskiego.
Miejscowość założona przez niemieckich ewangelików w 1883 pod nazwą Heinrichsdorf/Heinrichshof.